# Nick Harris
Nick Harris (13 novembre 1998) è un giocatore di football americano statunitense che milita nel ruolo di centro per i Cleveland Browns della National Football League (NFL).

## Carriera

### Cleveland Browns
Harris al college giocò a football con i Washington Huskies dal 2016 al 2019. Fu scelto nel corso del quinto giro (160º assoluto) del Draft NFL 2020 dai Cleveland Browns. Debuttò come professionista subentrando nella gara del terzo turno vinta contro il Washington Football Team. La sua stagione da rookie si concluse con 12 presenze, di cui una come titolare.

### Seattle Seahawks
Il 13 marzo 2024 Harris firmò con i Seattle Seahawks un contratto di un anno del valore di 2,51 milioni di dollari.

### Ritorno ai Browns
L'11 agosto 2024 Harris, assieme a una scelta del sesto giro del Draft 2026, fu scambiato con i Browns per una scelta del sesto giro del 2026.